# Coolville

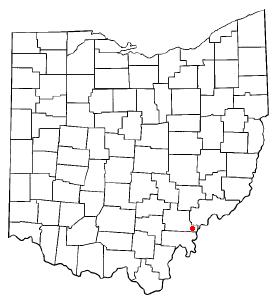
Coolville na planie stanu Ohio

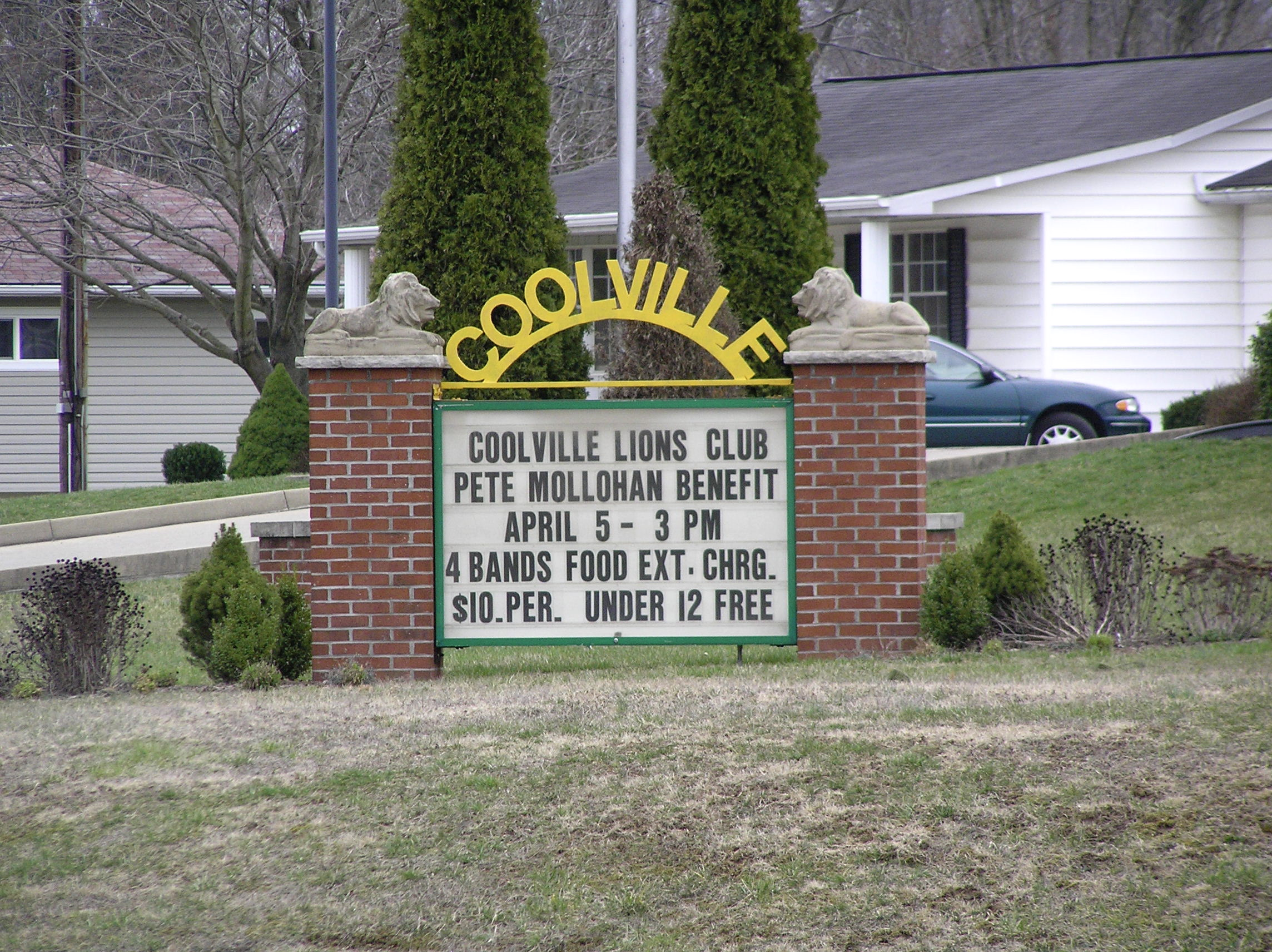
Welcome to Coolville

Coolville – wieś w USA, Hrabstwo Athens w stanie Ohio. W roku 1818 Coolville została założone przez Ashel Cooley, oficjalnie włączono w 1835 roku. Miejscowość opisano w 1833 roku jako posiadającą dwa sklepy i tartak.
W roku 2010, 25% mieszkańców było w wieku poniżej 18 lat, 6,7% było w wieku od 18 do 24 lat, 27,7% miało od 25 do 44 lat, 28% od 45 do 64 lat, a 12,7% było w wieku 65 lat lub starszych. We wsi było 48,0% mężczyzn i 52,0% kobiet.
Liczba mieszkańców w 2010 roku wynosiła 496, a w roku 2012 wynosiła 490.